# Kerstin Anderson
Pour les articles homonymes, voir Anderson.
Kerstin Anderson, née le 10 septembre 1994 à South Burlington, dans l'État du Vermont, est une actrice de théâtre et chanteuse américaine.

## Biographie
Kerstin a été élevée dans sa ville natale, South Burlington, par ses parents Ted Anderson, un scientifique pour IBM et Kathy Kilcoyne, une directrice sportive à l'université du Massachusetts à Amherst. Elle a grandi en chantant, mais n'a jamais pris le chant au sérieux avant d'être au lycée. Elle a été diplômée de South Burlington High School en 2013, et a ensuite été acceptée dans l'université Pace.

## Théâtrographie
- 2015 : La Mélodie du bonheur
- The Light in the Piazza (en)
- The Visit (en)